# Zylinder (Geometrie)

Senkrechter Kreiszylinder: Höhe, Radius

Ein Zylinder (auch Drehzylinder) (von lateinisch cylindrus, von altgriechisch κύλινδρος kýlindros, von κυλίνδειν kylíndein, deutsch ‚rollen, wälzen‘) ist im einfachsten Fall eine
- Fläche, deren Punkte von einer festen Gerade, der Achse, denselben Abstand {\displaystyle r} haben.

Da solch eine Fläche unendlich ausgedehnt ist, beschneidet man sie normalerweise mit zwei parallelen Ebenen der Distanz {\displaystyle h} (s. Bild).
- Sind die Schnittebenen senkrecht zur Achse, entsteht ein senkrechter (oder gerader) Kreiszylinder mit Radius {\displaystyle r} und Höhe {\displaystyle h}. Die so beschnittene Fläche heißt Mantelfläche des Zylinders, die Schnittflächen senkrecht zur Achse können jeweils als Grundfläche bezeichnet werden.

Da man sich einen geraden Kreiszylinder auch durch Rotation einer Strecke um die (parallele) Zylinderachse erzeugt denken kann, wird er auch Drehzylinder genannt. Die erzeugenden Strecken nennt man Mantellinien des Zylinders oder auch Erzeugende.
In der Technik versteht man unter einem Zylinder oft den Körper, der von der Mantelfläche und den beiden Schnittkreisflächen eingeschlossen wird.
In der Mathematik definiert man einen Zylinder allgemeiner (siehe Abschnitt allgemeiner Zylinder).

## Kreiszylinder
In der Praxis spielt der senkrechte Kreiszylinder in verschiedenen Variationen eine wichtige Rolle. Deshalb werden hierfür konkrete Formeln angegeben.

### Senkrechter Kreiszylinder

Gerader Kreiszylinder mit abgewickeltem Mantel

Es ergibt sich für
- das Volumen {\displaystyle V=\pi \;r^{2}\;h\ ,} (Grundfläche × Höhe)
- die Mantelfläche {\displaystyle M=2\pi r\;h\ ,} (die Abwicklung ist ein Rechteck der Länge {\displaystyle 2\pi r} und Höhe {\displaystyle h})
- die Oberfläche {\displaystyle O=2\pi r^{2}+2\pi rh\ .}

Ein gerader Kreiszylinder mit {\displaystyle h=2r} heißt gleichseitiger Zylinder. Diese Bezeichnung erklärt sich wie folgt: Schneidet man einen solchen Zylinder mit einer Ebene, die die Zylinderachse enthält, so erhält man ein Quadrat (mit der Seitenlänge {\displaystyle 2r}).
Ist der Querschnitt eine Ellipse mit den Halbachsen {\displaystyle a,b}, so ist
- {\displaystyle V=\pi ab\;h\ .}
- die Mantelfläche {\displaystyle M} nicht durch eine einfache Formel bestimmbar.
- {\displaystyle O=2\pi ab+M.}

### Hohlzylinder

Hohlzylinder

Besitzt ein gerader Kreiszylinder eine Bohrung entlang seiner Achse, so spricht man von einem Hohlzylinder.
Für einen Hohlzylinder – etwa ein gerades Rohrstück – sind die bestimmenden Größen neben der Höhe {\displaystyle h} der Außenradius {\displaystyle R} und der Innenradius {\displaystyle r}. Die Wanddicke b ist somit {\displaystyle R-r}.
- Das Volumen ist {\displaystyle V=\pi R^{2}h-\pi r^{2}h=\pi (R^{2}-r^{2})\;h\ ,}
- die Mantelfläche (innen und außen) {\displaystyle M=2\pi (R+r)\;h\ ,}
- die Oberfläche {\displaystyle O=2\pi (R^{2}-r^{2})+2\pi (R+r)\;h=2\pi (R+r)(R-r+h)\ .}

Ist die Höhe {\displaystyle h} eines Hohlzylinders kleiner als dessen Außenradius {\displaystyle R}, wird von einer Lochscheibe mit konzentrischer, kreisförmiger Öffnung gesprochen.

### Zylinderabschnitt

Schräg abgeschnittener gerader Kreis-Zylinder

Schneidet man einen geraden Kreiszylinder (Radius {\displaystyle r}) mit einer Ebene schräg ab, entsteht als Schnittkurve eine Ellipse. Hat der untere Zylinderabschnitt die minimale Höhe {\displaystyle h_{1}} und die maximale Höhe {\displaystyle h_{2}}, so hat die Schnittellipse
- die große Halbachse {\displaystyle a={\sqrt {r^{2}+({\tfrac {h_{2}-h_{1}}{2}})^{2}}}} und die kleine Halbachse {\displaystyle b=r}, wobei {\displaystyle {\tfrac {h_{2}-h_{1}}{2}}=r\tan {\beta }} ist, mit {\displaystyle \beta } dem Neigungswinkel der Schnittebene,
- die numerische Exzentrizität {\displaystyle \varepsilon =\sin \beta }.

Der Zylinderabschnitt selbst hat
- das Volumen {\displaystyle V=\pi r^{2}({\tfrac {h_{1}+h_{2}}{2}})},
- die Mantelfläche {\displaystyle M=2\pi r({\tfrac {h_{1}+h_{2}}{2}})=\pi r(h_{1}+h_{2}),}
- die Oberfläche {\displaystyle O=\pi (r^{2}+ar)+\pi r(h_{1}+h_{2})=\pi r(r+a+h_{1}+h_{2})}.

Bemerkung: Das Volumen und die Mantelfläche sind gleich dem des Zylinders mit der mittleren Höhe {\displaystyle {\tfrac {h_{1}+h_{2}}{2}}}.

### Volumenberechnung eines liegenden Kreiszylinders (Tank-Problem)

Teilweise gefüllter liegender Zylinder (Tank)

Die Berechnung des Inhalts {\displaystyle V} eines teilweise gefüllten liegenden Kreiszylinders kann anhand der Länge {\displaystyle L}, des Radius {\displaystyle r} sowie der Füllhöhe {\displaystyle h} vorgenommen werden. Nach der oben angegebenen Gleichung Volumen = Grundfläche · Höhe ergibt sich das Volumen der Füllung durch Multiplikation des Flächeninhalts des Kreissegments mit der Länge {\displaystyle L} des Zylinders:
{\displaystyle V=L\left(r^{2}\arccos \left({\frac {r-h}{r}}\right)-(r-h){\sqrt {2rh-h^{2}}}\right)}.

## Allgemeiner Zylinder

Definition eines allgemeinen Zylinders und Beispiel schiefer Kreiszylinder

Beispiele von Zylindern: oben Kreiszylinder und elliptischer Zylinder, unten: Prismen

In der Mathematik definiert man einen Zylinder(-Mantel) allgemeiner:
- Eine ebene Kurve {\displaystyle c_{0}} in einer Ebene {\displaystyle \varepsilon _{0}} wird entlang einer Gerade, die nicht in {\displaystyle \varepsilon _{0}} enthalten ist, um eine feste Strecke {\displaystyle {\vec {a}}} verschoben. Je zwei sich entsprechenden Punkte der Kurven {\displaystyle c_{0}} und der verschobenen Kurve {\displaystyle c_{1}} werden durch eine Strecke verbunden. Die Gesamtheit dieser parallelen Strecken bildet die zugehörige Zylinder-Fläche (siehe Bild). Die Kurve {\displaystyle c_{0}} nennt man Leitkurve. Eine auf dem Zylinder liegende Gerade heißt Erzeugende oder Mantellinie.

Ist die Kurve ein Kreis, entsteht ein schiefer Kreiszylinder. Falls {\displaystyle {\vec {a}}\perp \varepsilon _{0}} ist, ergibt sich ein senkrechter Kreiszylinder.
Ist {\displaystyle c_{0}} eine geschlossene Kurve, kann man die Mantelfläche mit den beiden Begrenzungsflächen wieder als Oberfläche eines Körpers auffassen. Ist die Kurve {\displaystyle c_{0}} nicht geschlossen, z. B. ein Parabelbogen (siehe unten), so ist der Zylinder nur die oben erklärte Mantelfläche, die allerdings Teil einer Oberfläche eines Körpers sein kann.
Die geometrische Besonderheit einer Zylinderfläche besteht in der folgenden Tatsache:
- Eine Zylinderfläche enthält Geraden, sie ist eine Regelfläche, und kann unverzerrt in die Ebene abgewickelt werden.

Insbesondere diese Eigenschaft macht die Zylinderfläche für die Herstellung von Blechverkleidungen interessant.
- Ist die erzeugende Kurve ein Polygon, so spricht man von einem Prisma (siehe Beispiele).

## Eigenschaften eines allgemeinen Zylinders

Schiefer Zylinder: Bezeichnungen

Volumen, Mantelfläche und Oberfläche eines allgemeinen Zylinders berechnen sich wie folgt:
- Volumen: {\displaystyle V=G\cdot h\ ,} falls {\displaystyle c_{0}} eine geschlossene Kurve ist,

wobei {\displaystyle G} die Grundfläche (von {\displaystyle c_{0}} eingeschlossene Fläche) und {\displaystyle h} die Höhe ist (siehe Cavalierisches Prinzip).
Bei einem Prisma lässt sich die Grundfläche {\displaystyle G} entweder direkt (Rechteck) oder durch eine geeignete Zerlegung in Drei- und/oder Rechtecke berechnen (siehe Flächeninhalt). Ist {\displaystyle c_{0}} eine stückweise glatte Kurve, kann man durch geeignete Integrale direkt oder numerisch den Inhalt bestimmen.
- Mantelfläche: {\displaystyle M=U\cdot l\ ,}

wobei {\displaystyle U} der Umfang (Bogenlänge) des Querschnitts {\displaystyle c_{\perp }} (Schnittkurve {\displaystyle \perp } zu den Mantellinien) und {\displaystyle l} die Länge des Mantels ist (siehe Bild). Man beachte: {\displaystyle c_{\perp }} kann man als senkrechte Parallelprojektion der Leitkurve {\displaystyle c_{0}} auf irgendeine Querschnittsebene (senkrecht zu den Mantellinien) auffassen.
Bei einem senkrechten Zylinder ist {\displaystyle l=h} und {\displaystyle U} die Länge der Leitkurve {\displaystyle c_{0}}.
Bei einem schiefen Zylinder der Höhe {\displaystyle h} ist {\displaystyle l={\tfrac {h}{\cos \varphi }}\ ,} wobei {\displaystyle \varphi } der Winkel der Zylinderachse (Richtung von {\displaystyle {\vec {a}}}) und der Normalen der Ebene {\displaystyle \varepsilon _{0}} ist. Die Querschnittkurve {\displaystyle c_{\perp }} ist im Falle eines schiefen Kreis- oder elliptischen Zylinders eine Ellipse, bei einem Prisma ein Polygon. Der Umfang {\displaystyle U} ist bei einem Polygon einfach die Summe der Kantenlängen, bei einem Kreis {\displaystyle 2\pi r}. Bei einer stückweise glatten Leitkurve {\displaystyle c_{0}} kann man versuchen, die Länge der Querschnittkurve {\displaystyle c_{\perp }} mit Hilfe eines Kurvenintegrals zu berechnen. Aber selbst bei einer Ellipse, die kein Kreis ist, ist dies schon ein Problem (siehe elliptisches Integral), das man nur numerisch lösen kann.
- Oberfläche: {\displaystyle O=M+2\cdot G}, falls {\displaystyle c_{0}} eine geschlossene Kurve ist.

## Analytische Beschreibung

Schiefer elliptischer Zylinder in allgemeiner Lage

Senkrechter Kreiszylinder in allgemeiner Lage

Parabolischer Zylinder

Hyperbolischer Zylinder

Die Mantelfläche eines senkrechten Kreiszylinders mit Radius {\displaystyle R} und Höhe {\displaystyle h}, der auf der x-y-Ebene steht und die z-Achse als Symmetrieachse besitzt, lässt sich durch eine Gleichung in x,y und eine Ungleichung für z beschreiben:
- {\displaystyle x^{2}+y^{2}=R^{2},\ 0\leq z\leq h\ ,}

Will man den Vollzylinder beschreiben, muss man {\displaystyle R} durch {\displaystyle r} mit {\displaystyle 0\leq r\leq R} ersetzen.
Ersetzt man die Kreisgleichung durch die Gleichung einer Ellipse, erhält man die Beschreibung eines senkrechten elliptischen Zylinders:
- {\displaystyle {\frac {x^{2}}{a^{2}}}+{\frac {y^{2}}{b^{2}}}=1,\quad 0\leq z\leq h\ .} Das Volumen ist {\displaystyle V=\pi ab\;h\ .}

Eine Parameterdarstellung eines senkrechten Kreis- bzw. elliptischen Zylinders erhält man, indem man die übliche Parameterdarstellung eines Kreises bzw. einer Ellipse verwendet:
- {\displaystyle {\vec {x}}(\varphi ,z)=(R\cos \varphi ,R\sin \varphi ,z),\quad 0\leq \varphi <2\pi ,\ 0\leq z\leq h}
- {\displaystyle {\vec {x}}(\varphi ,z)=(a\cos \varphi ,b\sin \varphi ,z),\quad 0\leq \varphi <2\pi ,\ 0\leq z\leq h\ .}

Die Gleichung eines im Raum beliebig gelagerten Zylinders ist schwierig anzugeben.
Die Parameterdarstellung eines beliebigen elliptischen Zylinders dagegen relativ einfach:
- {\displaystyle {\vec {x}}(\varphi ,t)={\vec {q}}_{0}+{\vec {f}}_{1}\cos \varphi +{\vec {f}}_{2}\sin \varphi +{\vec {f}}_{3}t,\quad 0\leq \varphi <2\pi ,\ 0\leq t\leq 1\ .}

Dabei ist {\displaystyle {\vec {q}}_{0}} der Mittelpunkt der Bodenellipse und {\displaystyle {\vec {f}}_{1},{\vec {f}}_{2},{\vec {f}}_{3}} sind drei linear unabhängige Vektoren. {\displaystyle {\vec {f}}_{3}} zeigt in Richtung der Zylinderachse (siehe Bild).
Sind die drei Vektoren {\displaystyle {\vec {f}}_{1},{\vec {f}}_{2},{\vec {f}}_{3}} paarweise orthogonal und ist {\displaystyle |{\vec {f}}_{1}|=|{\vec {f}}_{2}|=R}, so wird durch die Parameterdarstellung ein senkrechter Kreiszylinder mit Radius {\displaystyle R} und Höhe {\displaystyle |{\vec {f}}_{3}|} beschrieben (siehe Bild).
Dass ein beliebiger elliptischer Zylinder auch immer Kreise enthält wird in Kreisschnittebene gezeigt.
Diese Art von Parameterdarstellung ist sehr flexibel. Z. B. stellt
- {\displaystyle {\vec {x}}(s,t)={\vec {q}}_{0}+{\vec {f}}_{1}s+{\vec {f}}_{2}s^{2}+{\vec {f}}_{3}t,\quad -s_{0}\leq s\leq s_{0},\ 0\leq t\leq 1\ .}

einen parabolischen Zylinder in allgemeiner Lage dar (siehe Bild, Parabel).
Ein senkrechter parabolischer Zylinder lässt sich analog zum senkrechten Kreiszylinder auch durch
- {\displaystyle y=ax^{2},\ 0\leq z\leq h\ ,}

beschreiben.
Die Parameterdarstellung
- {\displaystyle {\vec {x}}(s,t)={\vec {q}}_{0}\pm {\vec {f}}_{1}\cosh s+{\vec {f}}_{2}\sinh s+{\vec {f}}_{3}t,\quad -s_{0}\leq s\leq s_{0},\ 0\leq t\leq 1\ .}

stellt einen hyperbolischen Zylinder in allgemeiner Lage dar (siehe Hyperbel).
Ein senkrechter hyperbolischer Zylinder lässt sich analog zum senkrechten elliptischen Zylinder durch
- {\displaystyle {\frac {x^{2}}{a^{2}}}-{\frac {y^{2}}{b^{2}}}=1,\ 0\leq z\leq h\ ,}

beschreiben.

## Anwendungsbeispiele

### Silo

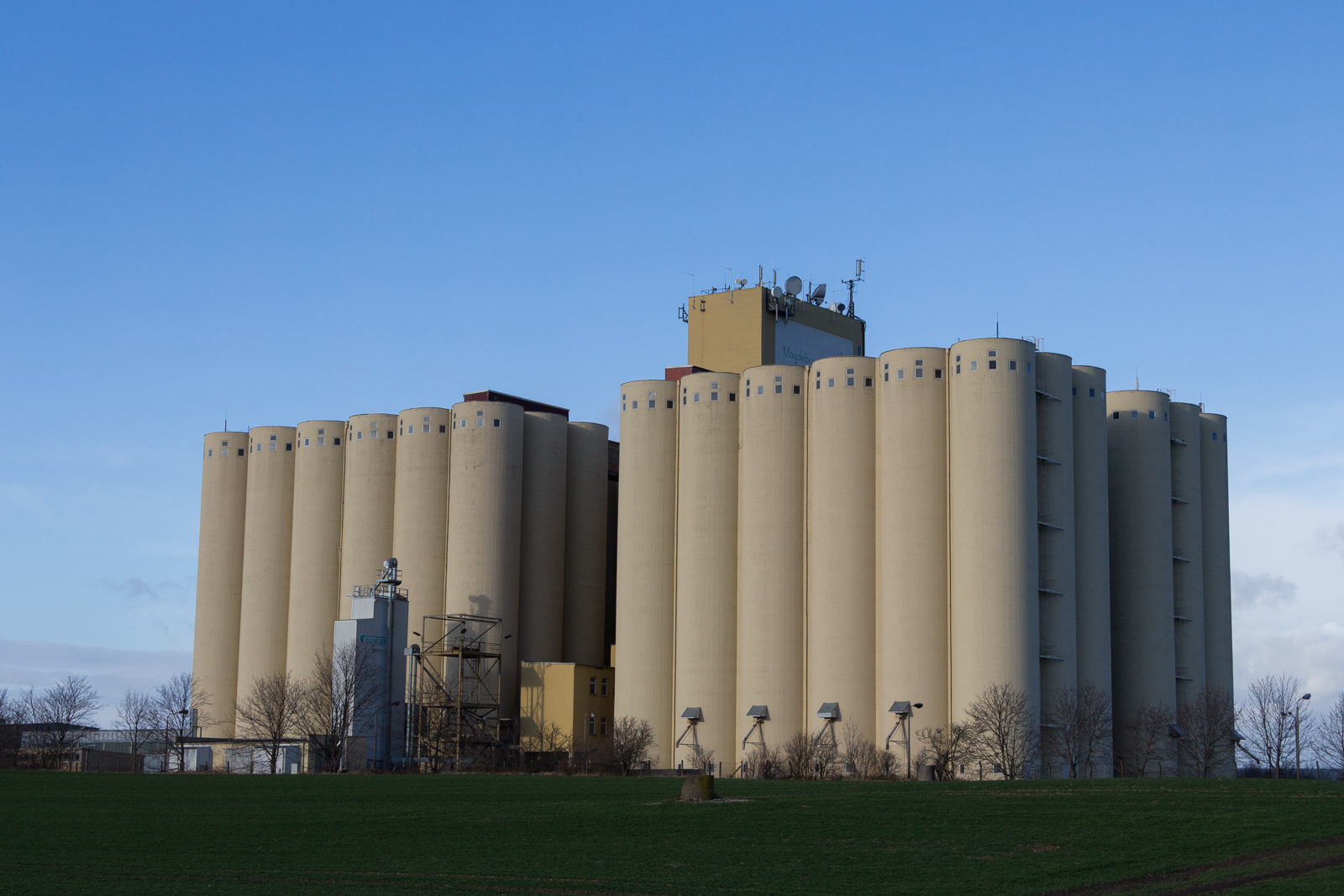
Zylinderförmige Getreidesilos

Getreidesilos haben oft die Form eines Zylinders.
Ein zylinderförmiges Getreidesilo mit dem Durchmesser 12 Meter und der Höhe 60 Meter wird zu 40 Prozent mit Weizen gefüllt. Es ist also {\displaystyle r=6\ \mathrm {m} } und {\displaystyle h=0{,}4\cdot 60\ \mathrm {m} =24\ \mathrm {m} }.
Daraus ergeben sich das Volumen und die Oberfläche:
- Volumen: {\displaystyle V=\pi \cdot r^{2}\cdot h=\pi \cdot (6\ \mathrm {m} )^{2}\cdot 24\ \mathrm {m} \approx 2714\ \mathrm {m^{3}} }

- Oberfläche: {\displaystyle O=2\pi \cdot r\cdot (r+h)=2\pi \cdot 6\ \mathrm {m} \cdot 30\ \mathrm {m} \approx 1131\ \mathrm {m^{2}} }

Das Getreidesilo wird also mit etwa 2714 Kubikmetern Weizen gefüllt. Die Oberfläche beträgt etwa 1131 Quadratmeter.

### Trinkglas

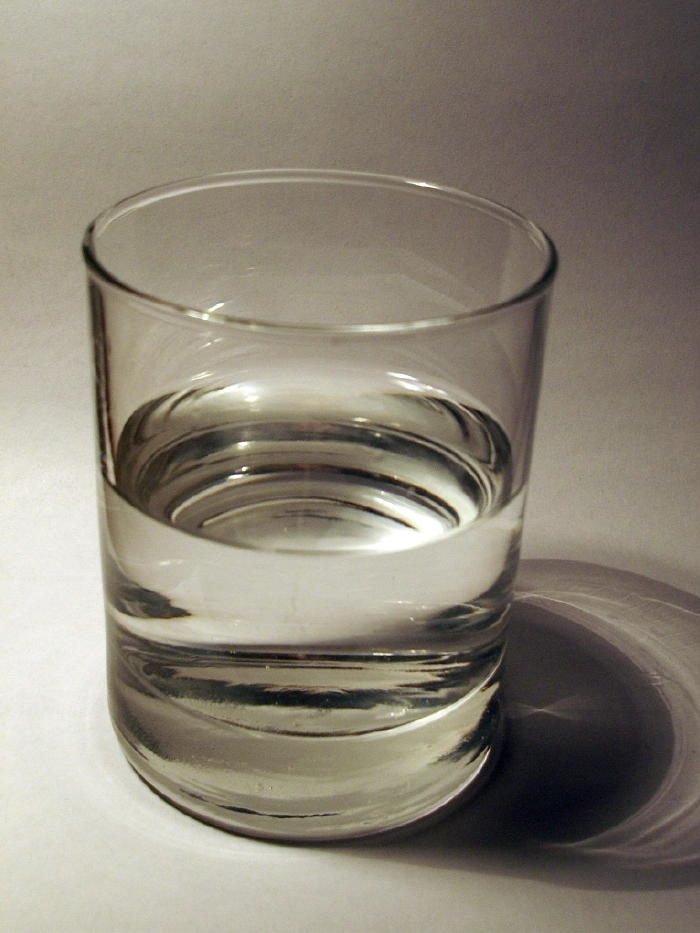
Ein etwa zylinderförmiges Trinkglas

Einige Trinkgläser haben annähernd die Form eines Zylinders.
Ein zylinderförmiges Trinkglas mit dem Durchmesser 74 Millimeter und der Füllhöhe 92 Millimeter wird zur Hälfte mit Orangensaft gefüllt. Es ist also {\displaystyle r=37\ \mathrm {mm} } und {\displaystyle h={\tfrac {1}{2}}\cdot 92\ \mathrm {mm} =46\ \mathrm {mm} }.
Daraus ergeben sich das Volumen und die Oberfläche:
- Volumen: {\displaystyle V=\pi \;r^{2}\cdot h=\pi \;(37\ \mathrm {mm} )^{2}\cdot 46\ \mathrm {mm} }

{\displaystyle \qquad \qquad \quad \approx 198\cdot 10^{3}\ \mathrm {mm^{3}} =198\ \mathrm {cm^{3}} =198\ \mathrm {ml} }
- Oberfläche: {\displaystyle O=2\;\pi \cdot r\cdot (r+h)=2\;\pi \cdot 37\ \mathrm {mm} \cdot 83\ \mathrm {mm} }

{\displaystyle \qquad \qquad \qquad \approx 193\cdot 10^{2}\ \mathrm {mm^{2}} =193\ \mathrm {cm^{2}} }
Das Trinkglas wird also mit etwa 198 Millilitern Orangensaft gefüllt. Die Oberfläche beträgt etwa 193 Quadratzentimeter.